# Ordinarium missae
Ordinarium missae – pojęcie odnoszące się do rzymskokatolickiego rytu liturgicznego. 
Oznacza układ stałych części mszy, obejmujący:
1. Kyrie eleison
2. Gloria
3. Credo
4. Sanctus
5. Agnus Dei.

Według Mszału Rzymskiego z 1962 roku:
1. Kyrie eleison, Sanctus i Agnus Dei odmawiane są przez celebransa podczas każdej Mszy świętej, niezależnie od rangi święta, które przypada na dany dzień.
2. Gloria jest odmawiana wtedy, gdy święto przypadające na dany dzień posiada rangę I., II. albo III. klasy.
W dni zwykłe i wspomnienia, posiadające rangę IV. klasy, nie jest odmawiana.
3. Credo odmawia się w święta I. i II. klasy (poza środą popielcową).